# Ofensiva Vistula-Oder
Ofensiva Vistula-Oder a avut loc între 12 ianuarie – 2 februarie 1945 și a fost o operațiune militară încununată de succes a Armatei Roșii pe frontul de răsărit al teatrului de război european în timpul celei de-a doua conflagrații mondiale. Armatele sovietice au înaintat prin luptă de pe aliniamentul râului Vistula din Polonia până pe aliniamentul râului Oder, adânc în teritoriul Germaniei, ajungând la numai 70 km de capitala Reichului, Berlin. 

## Contextul general
La începutul Operațiunii Bagration, Frontul I Belarus a reușit să cucerească două capete de pod pe malul vestic al râului Vistula (27 iulie – 4 august 1944). Sovieticii au rămas inactivi în timpul insurecției eșuate din Varșovia declanșată pe 1 august 1944, deși primele lor linii erau foarte aproape de capitala poloneză. Frontul I Ucrainean a cucerit un important cap de pod în timpul Ofensiva Lvov-Sandomierz.
Mai înainte de declanșarea ofensivei, sovieticii au stocat o mare cantitate de materiale de luptă și au concentrat efective importante în regiunile celor trei capete de pod. Sovieticii copleșeau calitativ și cantitativ forțele germane în infanterie, artilerie și blindate. Această stare de fapt fusese adusă la cunoștința generalului Heinz Guderian de către generalul Reinhard Gehlen, șeful Fremde Heere Ost. 
Guderian a prezentat rezultatele spionajului lui Adolf Hitler, dar Führerul a refuzat să le dea crezare. Diviziile care participaseră în Ofensiva din Ardeni nu au putut fi transferate suficient de rapid de pe frontul de vest pe cel de răsărit. Guderian a propus evacuarea diviziilor Grupului de Armate Nord împotmolite în luptele din Curlanda în Reich pe calea apei pentru a crește numărul de apărători ai Germaniei, dar Hitler a interzis o asemenea operațiune. În plus, Hitler a ordonat ca unele trupe extrem de necesare apărării Reichului să fie transferate în Ungaria pentru a participa la Operațiunea Frühlingserwachen.

## Forțele angrenate în lupte

### Sovieticii
- Frontul I Belarus de sub comanda lui Gheorghi Jukov.
- Frontul I Ucrainean de sub comanda lui Ivan Konev.

Jukov și Konev comandau 163 de divizii pentru această operațiune cu următoarele efective:
- 2.203.000 soldați
- 4.529 tancuri
- 2.513 tunuri de asalt
- 13.763 tunuri de câmp (calibrul 76 mm sau mai mare)
- 14.812 mortiere
- 4.936 tunuri antitanc
- 2.198 lansatoare de rachete Katiușa
- 5.000 avioane

### Germanii
- Grupul de Armate A de sub comanda de generalul Josef Harpe, care-l înlocuise pe Ferdinand Schörner pe 20 ianuarie [5]

Josef Harpe comanda următoarele efective:
- 400.000 soldați
- 4.100 piese de artilerie
- 1.150 tancuri.[6]

Grupul de Armate A apăra un front care se întindea de la estul Varșoviei de-a lungul Vistulei până aproape de confluența cu râul San. În această zonă era o importantă pungă sovietică peste râul Vistula în regiunea Baranow, pentru ca frontul să continue spre sud spre Jaslo. Pe front se aflau trei armate ale Grupului A: Armata a IX-a (în zona Varșoviei), Armata a IV-a Panzer (în dreptul Pungii de la Baranow) și Armata a XVI-a la sud.. La nord de Varșovia, Vistula își schimba direcția spre este mai înainte de a curge spre nord-est spre Marea Baltică. Vistula își schimba direcția de curgere la confluența cu Bugul apusean și, din acest punct, frontul urmărea Bugul pe o distanță scurtă, mai înainte de a urma cursul râului Narew. Frontul de-a lungul râului Narew era apărată de Armata a II-a germană din componența Grupului de Armate Centru
Pe 25 ianuarie 1945, Hitler a redenumit cele trei grupuri de armate. Grupul de Armate Nord a devenit Grupul de Armate Curlanda, Grupul de Armate Centru a devenit Grupul de Armate Nord, iar Grupul de Armate A a devenit Grupul de Armate Centru. 
Spionajul german estimase că sovieticii au o superioritate de 3:1 în ceea ce privește efectivele, dar în fapt această proporție era mult mai mare, și anume de 5:1.
Germanii erau organizați în două linii de apărare apropiate una de cealaltă. 

## Detaliile operațiunii

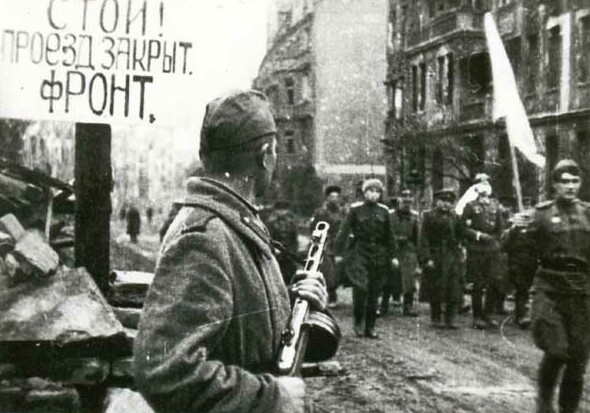
Capitularea trupelor germane în Breslau

Ofensiva a fost lansată pe 12 ianuarie 1945 de forțele lui Ivan Konev din marele cap de pod sovietic de lângă Sandomierz de pe malul apusean al Vistulei. Forțele lui Gheorghi Jukov au atacata după 2 zile din capetele de pod mai mici de la Pulawy și Magnuszwew, la nord de forțele lui Konev. Bombardamentele sovietice de artilerie care au precedat atacurile blindatelor și infanterie au fost foarte efieciente datorită faptului că liniile defensivei germane se alflau în raza de acțiunii tunurilor ruse. 
Una dintre ideile strategice ale lui Hitler fusese organizarea apărării într-o serie de "Festung (orașe fortificate)", dintre care unele, precum Breslau, au rezistat mai mu.lte luni de zile atacurilor sopvietice. În ciuda vitejiei apărătorilor, orașele fortificate nu au fost opiedică importanță in cale înaintării forțelor sovietice. 
Pe 27 ianuarie, trupele lui Konev au eliberat lagărul de concentrare Auschwitz. Sovieticii au descoperit aici numeroase dovezi ale holocaustului: grămezi uriașe de păr omenesc, mii de perechi de încălțăminte, numeroși oameni morți sau muribunzi și supraviețuitorii măcinați de foame și boli. 
Konev au reușit să cucerească puternica zonă industrializată a Sileziei aproape intactă printr-o încercuire de proporții. Pierderea Sileziei a fost o grea lovitură aplicată industriei militare germane. Ministrul german al armamentului Albert Speer i-a raportat lui Hitler că după pierderea Sileziei războiul părea pierdut, dar dictatorul nu i-a luat în seamă părerea a ordonat continuarea luptelor. 
Până pe 31 ianuarie, Armata Roșie a reușit cucerirea unor capete de pod solide peste râul Oder la 500 km de aliniamentele de start. Ofensiva sovietică a trebuit să se oprească datorită problemelor de logistică ivite și a celor legate de dezghețul primăvară, lipsa sprijinului aerian și temerilor de încercuire din flanc dinspre Prusia Răsăriteană, Pomerania și Silezia. În acel moment, Berlinul se afla la numai 70 km depărtare de front și era lipsit de o apărare eficientă. După război a izbucnit o puternică controversă în principal între Vasili Ciuikov și Jukov pe tema oportunității opririi ofensivei. Ciukov era de părere că Berlinul trebuia atacat oricum, în vreme ce Jukov apăra decizia de oprire a atacului. Controversa era alimentată de faptul că în timpul luptelor de pe Înălțimile Seelow (16 -19 aprilie) și a celor pentru cucerirea Berlinului (aprilie – mai) pierderile sovietice au fost foarte mari.

## Jafurile, atrocitățile și exodul etnicilor germani
După cum afirmă Anthony Beevor, soldații sovietici s-au dedat jafuri, crime și violuri. Beevor a considerat că motivul principal al atrocităților era dorința soldaților de răzbunare pentru crimele germane făptuite în URSS. În plus, propaganda sovietică a unor agitatori precum Ilia Ehrenburg a încurajat o atitudine dură și răzbunătoare fața de soldații germani, care s-a extins și în ceea ce privește civilii germani. Ca urmare a acestor atrocități, reale sau amplificate de zvonurile care circulau în vreme de război, făcute publice de propaganda nazistă, milioane de etnici germani au căutat să se refugieze din calea Armatei Roșii spre vest. 